# Serang (Cimalaka)
Serang is een bestuurslaag in het regentschap Sumedang van de provincie West-Java, Indonesië. Serang telt 2068 inwoners (volkstelling 2010).